# Atletismo nos Jogos Pan-Americanos de 2015 - Revezamento 4x100 m feminino
A competição do revezamento 4x100 m  feminino foi um dos eventos do atletismo nos Jogos Pan-Americanos de 2015, em Toronto. Foi disputada no Estádio CIBC de Atletismo Pan e Parapan-Americano entre os dias  24 e 25 de julho.

## Calendário
Horário local (UTC-4).
| Data        | Horário | Fase      |
| ----------- | ------- | --------- |
| 24 de julho | 19:45   | Semifinal |
| 25 de julho | 19:40   | Final     |

## Medalhistas
|  | USA Estados Unidos                                              |  | [[Image:Predefinição:Country flag IOC alias JAN\|22x20px\|border\|Predefinição:Country IOC alias JAN]]JAN [[Predefinição:Country IOC alias JAN\|Predefinição:Country IOC alias JAN]] |  | CAN Canadá                                                          |
|  | Barbara Pierre LaKeisha Lawson Morolake Akinosun Kaylin Whitney |  | Samantha Henry-Robinson Kerron Stewart Schillonie Calvert Simone Facey Sherone Simpson                                                                                               |  | Crystal Emmanuel Kimberly Hyacinthe Jellisa Westney Khamica Bingham |

## Recordes
Recordes mundial e pan-americano antes da disputa dos Jogos Pan-Americanos de 2015.
| Tipo                             | Atleta         | Tempo | Local    | Data                 |
| -------------------------------- | -------------- | ----- | -------- | -------------------- |
|                                  | Estados Unidos | 40.82 | Londres  | 10 de agosto de 2012 |
| Recorde dos Jogos Pan-Americanos | Jamaica        | 42.62 | Winnipeg | 30 de julho de 1999  |

## Resultados

### Semifinal
| Colocação | Bateria | Nacionalidade         | Atleta                                                                     | Tempo | Notas |
| --------- | ------- | --------------------- | -------------------------------------------------------------------------- | ----- | ----- |
| 1         | 1       | JAM Jamaica           | Samantha Henry-Robinson, Sherone Simpson, Schillonie Calvert, Simone Facey | 42.82 | Q     |
| 2         | 1       | CAN Canadá            | Crystal Emmanuel, Kimberly Hyacinthe, Jellisa Westney, Khamica Bingham     | 42.98 | Q     |
| 3         | 2       | USA Estados Unidos    | Barbara Pierre, LaKeisha Lawson, Morolake Akinosun, Kaylin Whitney         | 43.07 | Q     |
| 4         | 1       | BRA Brasil            | Vitoria Cristina Rosa, Vanusa dos Santos, Bruna Farias, Rosângela Santos   | 43.24 | Q     |
| 5         | 2       | BAH Bahamas           | Devynne Charlton, Tayla Carter, Sheniqua Ferguson, Adanaca Brown           | 44.34 | Q     |
| 6         | 1       | VEN Venezuela         | Lexabeth Hidalgo, Andrea Purica, Nediam Vargas, Wilmary Álvarez            | 44.36 | q     |
| 7         | 1       | PUR Porto Rico        | Dayleen Santana, Celiangely Morales, Beatriz Cruz, Genoiska Cancel         | 44.39 | q     |
| 8         | 2       | CUB Cuba              | Geylis Montes, Arialis Gandulla, Dulaimi Odelín, Belkis Milanes            | 44.58 | Q ,   |
| 9         | 2       | ECU Equador           | Kenya Quiñónez, Narcisa Landazuri, Yuliana Angulo, Viviana de la Cruz      | 44.64 |       |
| 10        | 1       | CHI Chile             | Josefina Gutiérrez, Isidora Jiménez, Fernanda Mackenna, Paula Goñi         | 45.38 |       |
| 11        | 2       | TTO Trinidad e Tobago | Kamaria Durant, Kelly-Ann Baptiste, Semoy Hackett, Reyare Thomas           | DNF   |       |

### Final
| Colocação         | Nacionalidade      | Atleta                                                                    | Tempo | Notas                            |
| ----------------- | ------------------ | ------------------------------------------------------------------------- | ----- | -------------------------------- |
| Medalha de ouro   | USA Estados Unidos | Barbara Pierre, LaKeisha Lawson, Morolake Akinosun, Kaylin Whitney        | 42.58 | Recorde dos Jogos Pan-Americanos |
| Medalha de prata  | JAM Jamaica        | Samantha Henry-Robinson, Kerron Stewart, Schillonie Calvert, Simone Facey | 42.68 |                                  |
| Medalha de bronze | CAN Canadá         | Crystal Emmanuel, Kimberly Hyacinthe, Jellisa Westney, Khamica Bingham    | 43.00 |                                  |
| 4                 | BRA Brasil         | Vitoria Cristina Rosa, Vanusa dos Santos, Bruna Farias, Rosângela Santos  | 43.01 |                                  |
| 5                 | VEN Venezuela      | Wilmary Álvarez, Andrea Purica, Nediam Vargas, Nercely Soto               | 44.13 | Recorde da temporada             |
| 6                 | PUR Porto Rico     | Dayleen Santana, Celiangely Morales, Beatriz Cruz, Genoiska Cancel        | 44.27 |                                  |
| 7                 | BAH Bahamas        | Devynne Charlton, Sheniqua Ferguson, Tayla Carter, Adanaca Brown          | 44.38 |                                  |
| 8                 | CUB Cuba           | Belkis Milanes, Arialis Gandulla, Geylis Montes, Dulaimi Odelín           | DNF   |                                  |

Legenda
| Recorde mundial                  | Recorde mundial (World record)               |                       | Recorde africano                      | Recorde africano (African) |                                           | Q | Classificado por posição (Qualified) |
| Recorde dos Jogos Pan-Americanos | Recorde pan-americano (Pan-American record)  | Recorde da América    | Recorde da América (Americas)         | q                          | Classificado por melhor tempo (Qualified) |   |                                      |
| Melhor marca do ano              | Melhor marca do ano (World leading)          | Recorde asiático      | Recorde asiático (Asian)              | DNS                        | Não largou (Did not start)                |   |                                      |
| Recorde nacional                 | Recorde nacional (National record)           | Recorde europeu       | Recorde europeu (European)            | DNF                        | Não terminou (Did not finish)             |   |                                      |
| Recorde pessoal                  | Recorde pessoal do atleta (Personal best)    | Recorde da Oceania    | Recorde da Oceania (Oceania)          | DSQ / DQ                   | Desclassificado (Disqualified)            |   |                                      |
| Recorde da temporada             | Recorde da temporada do atleta (Season best) | Recorde sul-americano | Recorde sul-americano (South America) | NM                         | Sem marca (No mark)                       |   |                                      |